# Alma Sundquist
Alma Maria Katarina Sundquist, född 23 mars 1872 i Torps församling, Västernorrlands län, död 7 januari 1940 i Stockholm, var en svensk läkare, sexualupplysare och rösträttskvinna. Hon var Sveriges första kvinnliga venerolog, därtill gynekolog och skolläkare.

## Biografi

### Uppväxt och utbildning
Alma Sundquist var yngre av två döttrar till postmästaren Johan Erik Sundquist och Katharina Kristina (Karin] Holmer. Efter faderns död flyttade familjen till Sundsvall, där Alma Sundquist började läsa vid Sundsvalls högre flickläroverk. Efter att familjens hus förstörts i den stora branden 1888 flyttade de till Stockholm.
Sundquist studerade vid Wallinska skolan och avlade studentexamen 21 maj 1891. Hon blev student vid Uppsala universitet 1891 för att läsa förberedande medicinsk-filosofisk examen. Där var hon studiekamrat med Ada Nilsson, vilket ledde till en livslång vänskap och samarbete. Där fanns även naturvetaren Astrid Cleve och historikern Lydia Wahlström. Den senare var den drivande kraften när Uppsala kvinnliga studentförening bildades i mars 1892, vilken Alma Sundquist var medlem i. Hon var också medlem i Verdandi. Hon blev medicine kandidat vid Karolinska institutet i Stockholm i maj 1896 och medicine licentiat där i november 1900. 

### Yrkesliv
Från 1901 till 1939 hade Alma Sundquist privatmottagning i Stockholm. Hon var även skolläkare vid Detthowska skolan 1902–1918. Hon specialiserade sig i gynekologi, venerologi och dermatologi. Från november 1903 till mars 1904 ingick hon i Kommittén angående motarbetande av smittosamma könssjukdomar (Reglementeringskommittén). År 1903 fick hon en tjänst vid polikliniken, som hon innehade till 1918. När Lex Veneris – som hon arbetade med att ta fram – trädde i kraft 1 januari 1919 omorganiserades verksamheten.
Alma Sundquist undervisade i hygien i flickskolor och på seminarier och höll under veckosluten  sexualupplysningsföredrag över hela landet. År 1910 blev hon styrelsemedlem i det nybildade Svenska sällskapet för rashygien (SSR), som hade som syfte att förbättra kommande generationers kroppsliga och andliga hälsa. Engagemanget inföll i samband med den uppståndelse som Handledning i sexuell undervisning och uppfostran väckt våren 1910 på grund av att den ägnar ett par sidor i ett kapitel om rashygien åt att upplysa om preventivmedel. Tillsammans med ett föredrag av Hinke Bergegren om ”Kärlek utan barn” ledde det till en diskussion i riksdagen och att Bergegren åtalades för sedlighetsbrott. Debatten bidrog till den så kallade preventivmedelslagen, eller Lex Hinke, som stiftades sommaren 1910, lagfästes av 1911 års riksdag och avskaffades först 1938. Den innebar bland annat att offentlig information om och försäljning av preventivmedel blev straffbar och kunde ge upp till två års fängelse. Läkare hade emellertid rätt att i vissa fall skriva recept på preventivmedel, som salufördes av apoteken. Sundquist var 1918–1921 medlem av inom civildepartementet tillkallade sakkunniga för utredning angående åtgärder för spridning av kunskaper om de smittsamma könssjukdomarna.
Alma Sundquist var starkt kritisk till preventivmedelslagen, som hon bland annat kritiserade i Kommittébetänkandet angående åtgärder för motarbetande af de smittosamma könssjukdomarnas spridning 1911. Hon var inte medlem i SSR särskilt länge; hennes intresse för sällskapet handlade om att finna fler fora för att mjuka upp det svenska samhällets konservativa inställningar till sexualupplysning och preventivmedel. Hon och hennes vänner hade rashygieniska synpunkter och ville stärka befolkningens kvalitet och de förespråkade preventivmedel, sexualupplysning och även aborter framför steriliseringar. Detta var kontroversiellt för det eugeniska nätverket kring SSR, som i stället arbetade för att starta ett rasforskningsinstitut.
År 1911 var Alma Sundquist en av grundarna av Svenska föreningen för moderskydd och sexualreform. Där samarbetade hon med Edvard Wavrinsky, Frida Stéenhoff, Ada Nilsson, Anna Lindhagen, Ulric Müllern-Aspegren och Georg Stjernstedt. Hennes skrift Samhället och prostitutionen från 1913 bygger på ett föredrag hon höll i föreningens regi den 5 april 1913.

### Övriga engagemang
Alma Sundquist var även verksam i andra professionella sammanhang. Ett sådant gällde det då nybildade Svenska dermatologiska sällskapet, där hon valdes in 1904; under 1933 var hon sällskapets ordförande och 1927–1939 satt hon i styrelsen för dess donationsfond. Därtill var hon en av pionjärerna för kvinnlig rösträtt och ingick i den så kallade ”förenade rösträttskommittén”, bestående av både en höger- och en vänstergruppering, som sammankallade till det konstituerande mötet för Föreningen för kvinnans politiska rösträtt (FKPR) på Grand Hôtel i Stockholm den 4 juni 1902. Alma Sundquist avgick ur styrelsen för FKPR Stockholm vid det första årsmötet som hölls 23 februari 1903.
Alma Sundquists arbete för kvinnliga läkares professionella rättigheter intensifierades från 1916, när en stor del av Sveriges kvinnliga läkare och medicine studerande samlades till två möten i Stockholm. En kommitté med namnet Kvinnliga läkares permanenta kommitté (KLPK) tillsattes för att driva arbetet för rätt till högre tjänster. Karolina Widerström var kommitténs drivande kraft och där ingick även Alma Sundquist, Ada Nilsson, Lilly Paykull, Elin Odencrants, Andrea Andreen och Nanna Svartz. Alma Sundquist var även ordförande för Akademiskt bildade kvinnors förening (ABKF) 1918–1924; en post där hon efterträdde Karolina Widerström och senare lämnade över till Andrea Andreen. År 1926 ombildades KLPK till Kvinnliga läkares klubb och när Karolina Widerström avgick som ordförande 1929 efterträdde Alma Sundquist henne.
Alma Sundquist var även engagerad i internationella sammanhang. År 1919 deltog hon som svensk delegat vid den kongress i New York där Kvinnliga läkares internationella förening bildades. Åren 1934–1937 var hon ordförande för den internationella föreningen. Under resan 1919 deltog hon också som fraternal delegate å det socialdemokratiska kvinnoförbundets vägnar vid ett möte arrangerat av The National Women’s Trade Union League of America i anslutning till Internationella arbetarkonferensen i Washington DC. Hon rapporterade från konferensen både i Hertha och Morgonbris. Sundquist skrev även artiklar i "Rösträtt för kvinnor" och "Tidevarvet".
På uppdrag av Nationernas förbund kartlade hon tillsammans med den amerikanska juristen Bascom Johnson och den polske diplomaten Karol Pindor under två års tid slavhandeln med kvinnor och barn i Orienten. Från 1930 till 1932 reste de i Indokina, Japan, Kina, Indien, Persien, Syrien och Palestina och samlade information till en omfattande rapport som offentliggjordes i december 1932.